# 2C-G-3
2C-G-3 — organiczny związek chemiczny, psychodeliczna substancja psychoaktywna z rodziny 2C, pochodna fenyloetyloaminy.
Alexander Shulgin w swojej książce PIHKAL określa dawkowanie na 12–24 mg doustnie. Czas działania 2C-G-3 wynosi według niego od 12 do 24 godzin. Efekty przyjęcia tej substancji są podobne do efektów wywoływanych przez inne substancje z grupy 2C i obejmują: euforię, podniesienie nastroju i humoru, pobudzenie psychiczne i fizyczne, intensyfikację bodźców zewnętrznych, otwarcie emocjonalne, efekty wizualne i głębokie zmiany percepcyjne.
Mechanizm działania 2C-G-3 nie został dokładnie poznany ze względu na znikomą popularność tej substancji na rynku.